# Фуртадо, Жорже
Жорже Фуртадо (порт. Jorge Alberto Furtado, 9 июня 1959, Порту-Алегри) — бразильский кинорежиссёр, сценарист, продюсер.

## Биография
Изучал медицину, психологию, журналистику, историю искусства в Федеральном университете штата Риу-Гранди-ду-Сул, ни одного курса не прослушал полностью. В 1980-х работал на образовательных телепрограммах. В 1984—1986 руководил Музеем социальных коммуникаций в Порту-Алегри. Основал продюсерскую фирму, работал в телевизионной рекламе. В 1987 стал одним из основателей Дома кино в Порту-Алегри. Снимал короткометражные ленты, выступал как сценарист. В 2002 снял свой первый полнометражный фильм «Два лета», высоко оцененный критикой и получивший множество премий.
Преподавал сценарное искусство в Бразилии и на Кубе. Опубликовал роман и книгу новелл.
Сын — киноактер Педро Фуртадо (р.1984).

## Избранная фильмография
- 1989: Ilha das Flores (документальный, Серебряный медведь Берлинского МКФ за лучший короткометражный фильм, премия зрительских симпатий на фестивале короткометражных фильмов в Клермон-Ферране)
- 1991: Esta Não É a Sua Vida (короткометражный, Большая премия на фестивале короткометражных фильмов в Клермон-Ферране)
- 1995: Felicidade É… (коллективный проект)
- 2000: O Sanduíche (короткометражный, премия зрительских симпатий на фестивале латиноамериканского кино в Майами)
- 2002: Houve Uma Vez Dois Verões (Большая премия бразильского кино за лучший сценарий, премия за лучший сценарий и режиссуру на Национальном кинофестивале)
- 2003 : O Homem Que Copiava (Большая премия бразильского кино за лучший сценарий и режиссуру)
- 2004 : Meu Tio Matou um Cara (премия за лучший сценарий и режиссуру на фестивале латиноамериканского кино в Майами)
- 2007: Saneamento Básico, O Filme

## Награды
- Командор ордена Культурных заслуг (2025 год)[1]